# To (serial telewizyjny)
To – amerykański serial grozy z 1990 roku na podstawie powieści Stephena Kinga To.

## Fabuła
W 1960 grupa szkolnych outsiderów, nad którymi znęca się Henry Bowers wraz z kolegami jest również trapiona przez złego demona, który przeobraża się w lęki dzieci i zabija je. Dzieci poprzez wspólną przyjaźń pokonują demona. Po 27 latach demon się odradza a grupa teraz już dorosłych przyjaciół raz jeszcze zbiera się, aby stanąć naprzeciw zagrożeniu i pokonać je raz na zawsze.

## Główne role
- Harry Anderson – Richie Tozier
- Dennis Christopher – Eddie Kaspbrak
- Richard Masur – Stanley Uris
- Annette O’Toole – Beverly Marsh
- Tim Reid – Mike Hanlon
- John Ritter – Ben Hanscom
- Richard Thomas – Bill Denbrough
- Tim Curry – Pennywise / To

## Nagrody i nominacje
Nagroda Eddy 1991
- Nagroda Amerykańskiego stowarzyszenia montażystów Eddy za najlepszy montaż odcinka miniserialu Robert F. Shugrue

David Blangsted
Nagroda Emmy 1991
- Nagroda Emmy za najlepszą muzykę w miniserialu lub filmie telewizyjnym Richard Bellis

## Inne adaptacje powieściTo
- W 2017 premierę miał film pod tym samym tytułem w reżyserii Andyego Muschiettgo. W roli Pennywisa Bill Skarsgård. W 2019 pojawiła się jego kontynuacja